# 詹姆斯·弗雷澤

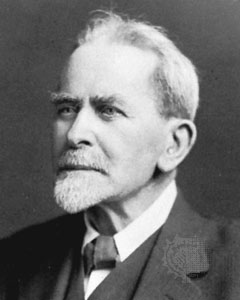
詹姆斯·乔治·弗雷泽

詹姆斯·乔治·弗雷泽爵士，OM（Sir James George Frazer，1854年1月1日—1941年5月7日），出生于苏格兰格拉斯哥，社会人类学家、神话学和比较宗教学的先驱。曾在格拉斯哥大学和剑桥大学三一学院学习。弗雷泽在1914年获封爵士。由于长期劳作，1930年之后，他的视力大为下降。
弗雷泽的主要研究领域包括神话和宗教。除了意大利和希腊，他游历不广。他进行研究工作的主要来源是浩如烟海的史料文献，以及来自世界各地的调查表。弗雷泽在人类学上的启蒙者是人类学开创者爱德华·伯内特·泰勒，以及泰勒的名著《原始文化》（1871）。弗雷泽一生的研究成果尽在《金枝: 巫术与宗教之研究》一书。該書的第一版出版于1890年，两卷。其於1915年第三版出版时，已经扩充為十二卷。

## 基本著作年表
- 《图腾信仰》（Totemism，1887）
- 《金枝: 巫术与宗教之研究》（The Golden Bough: a Study in Magic and Religion）第一版（1890）
- 《希腊述描》，保薩尼亞斯原著，弗雷泽翻译与注释（1897）
- 《金枝》，第二版（1900）
- 《灵魂之工作》（Psyche's Task，1909）
- 《图腾信仰与异族通婚》（Totemism and Exogamy，1910）
- 《金枝》，第三版（1906-15; 1936）
- 《信仰不朽与死亡崇拜》（The Belief in Immortality and the Worship of the Dead），3卷（1913-24）
- 《舊約中的民间传说》（Folk-lore in the Old Testament，1918）
- 《阿波罗多罗斯：书库》（Apollodorus: the Library，1921）
- 《自然崇拜》（The Worship of Nature，1926）
- 《蛇怪之首与若干文学片断》（The Gorgon's Head and other Literary Pieces，1927）
- 《人、神、不朽》（Man, God, and Immortality，1927）
- 《纪年表》（Fasti），奥维德原著，弗雷泽翻译（1929）
- 《火源神话》（Myths of the Origin of Fire，1930）
- 《柏拉图理念论的发展》（The Growth of Plato's Ideal Theory，1930）
- 《如烟一束》（Garnered Sheaves，1931）
- 《人类思想进步中的孔多赛》（Condorcet on the Progress of the Human Mind，1933）
- 《原始宗教中的死亡恐惧》（The Fear of the Dead in Primitive Religion，1933-36）
- 《原始宇宙进化论的创造与发展及其他》（Creation and Evolution in Primitive Cosmogenies, and Other Pieces，1935）